# カディオロ圏
カディオロ圏（カディオロけん、フランス語：Cercle de Kadiolo）は、マリ共和国の地方行政区画でシカソ州を構成する圏のひとつ。行政の中心地はカディオロにおかれる。下級単位のコミューンは9つあり、2009年の統計で人口は239,713人を数える。

## 経済
主な経済活動は農業と畜産業で、農業生産は穀類（雑穀、トウモロコシ、モロコシ）、油糧種子（ヒマワリ、ナンヨウアブラギリ、ラッカセイなど）、そして貯蔵販売作物（主に木綿）がある。農業は手作業と半現代的手法で生産され、多くの場合、大家族によって経営されている。

## 政治
2009年6月、ムーレイ・ディアバ（Moulaye Diabaté。マリ連合、RPM）が圏首長に選出される。ディアバは農村コミューンのディウマテーネの前首長であった。

## コミューン
カディオロ圏には以下のコミューンがある。
- ディウ (マリ共和国)（fr:Diou (Mali)）
- ディウマテーネ（fr:Dioumaténé）
- フールー (マリ共和国)（fr:Fourou）
- カディオロ（fr:Kadiolo）
- カイ (マリ共和国)（fr:Kaï (Mali)）
- ルールーニ（fr:Loulouni）
- ミッセニ（fr:Misséni）
- ナムブーグー（fr:Nimbougou）
- ゼグーア（fr:Zégoua）